# Tuone Udaina
Tuone Udiana (italijansko Antonio Udina), pomorski poštar in mežnar, * 1823, † 10. junij 1898
Tuone Udaina je zadnji poznani govorec dalmatinščine, romanskega jezika, ki se je iz latinščine razvil na vzhodni obali Jadranskega morja. Za jezikoslovca Mattea Bartolija je predstavljal glavni vir podatkov za narečje njegovih staršev, ki so bili s Krka, ki ga je popisal leta 1897.
Udaina je imel vzdevek 'Burbur', etimologija vzdevka pa je nejasna. Bartoli ga je povezal z italijanskim 'burbero', italijansko besedo za osorno, hladno in nataknjeno osebo. Po drugih interpretacijah naj bi vzdevek pomenil 'barbarski' ali 'brivec'.
Vegliotska dalmatinščina zanj ni bila materinščina, naučil se jo je iz zasebnih pogovorov njunih staršev. Starša sta mislila, da Tuone jezika ne razume. Udaina ob času zapisa jezika ni govoril že skoraj dvajset let, bil je skoraj gluh ter že brez zob. Zvočni zapisi jezika ne obstajajo. Pred smrtjo je  Bartoliju povedal: "E-l mi tuota e la maja niena favlua cosaic, in veclisun, jali favlua ce jali kredua ce ju non kapaja, ma ju toč.", v prevodu "Moj oče in mati sta govorila v vegliotščini, ker sta mislila, da ju ne razumem, vendar sem razumel vse." Bartoli je zbral in zapisal okrog 2800 besed kot tudi nekaj lokalne zgodovine in Udainovih zgodb. Njegova knjiga je najpomembnejši vir za preučevanje dalmatinščine.
Dalmatinščina je kot jezik izumrla z Udainovo smrtjo v eksploziji med delom na cesti 10. junija 1898. Star je bil 74 let.